# Schlacht bei Helsingborg
1. Phase: Schwedische Dominanz (1700–1709)
Dänischer Kriegsschauplatz (1700)
Humlebæk • Tönning I 
Livländ./ Estnischer Kriegsschauplatz (1700–1708)
Riga I • Jungfernhof • Varja • Pühhajoggi • Narva • Petschora • Düna • Rauge • Erastfer • Hummelshof • Embach • Tartu • Narva II • Wesenberg I • Wesenberg II
Ingermanländ./ Finnischer Kriegsschauplatz (ab 1701)
Archangelsk • Ladogasee • Nöteborg • Nyenschanz • Newa • Systerbäck • Petersburg • Wyborg I • Porvoo • Newa II • Koporje II • Kolkanpää
Litauisch-weißrussischer Kriegsschauplatz (1702–1706)
Vilnius • Saladen • Jakobstadt • Gemauerthof • Mitau • Grodno I • Olkieniki • Njaswisch • Klezk • Ljachawitschy
Polnischer Kriegsschauplatz (1702–1706)
Klissow • Pułtusk • Thorn • Lemberg • Warschau • Posen • Punitz • Tillendorf • Rakowitz • Praga • Fraustadt • Kalisch 
Russischer Kriegsschauplatz (1708–1709)
Grodno II • Golowtschin • Moljatitschi • Rajowka • Lesnaja • Desna • Baturyn • Koniecpol • Weprik • Opischnja • Krasnokutsk • Sokolki • Poltawa I • Poltawa II
2. Phase: Schweden in der Defensive (1710–1721)
Baltischer und Finnischer Kriegsschauplatz (bis 1714)
Riga II • Wyborg II • Pernau • Kexholm • Reval • Hogland • Pälkäne • Storkyro • Nyslott • Hanko 
Schwed./Norwegischer Kriegsschauplatz (1710–1721)
Helsingborg • Køge-Bucht • Bottnischer Meerbusen • Frederikshald I • Dynekilen-Fjord • Göteborg I • Strömstad • Trondheim • Frederikshald II • Marstrand • Ösel • Göteborg II • Södra Stäket • Grönham • Sundsvall
Norddeutscher Kriegsschauplatz (1711–1716)
Elbing • Wismar I • Lübow • Stralsund I • Greifswalder Bodden I • Stade • Rügen • Gadebusch • Altona • Tönning II • Stettin • Fehmarn • Wismar II • Stralsund II • Jasmund • Peenemünde • Greifswalder Bodden II • Stresow 
Die Schlacht bei Helsingborg fand am 28. Februarschwed./ 10. März 1710greg. während des Großen Nordischen Krieges statt. Ort waren die damals unbebauten Anhöhen von Ringstorp, heute ein Stadtteil der jetzt schwedischen Stadt Helsingborg  nordwestlich des Stadtzentrums gelegen.
Die kämpfenden Parteien waren eine etwa 15.000 Mann starke dänische Invasionsarmee, die vom Generalleutnant Jørgen Rantzau geführt wurde, und eine etwas stärkere schwedische Armee, die unter Leitung des Generalgouverneurs von Schonen, Magnus Stenbock, stand. Die Schlacht endete mit einem umfassenden schwedischen Sieg und beendete damit die Bestrebungen Dänemarks, die früher verlorenen Gebiete in Südschweden zurückzuerobern.

## Vorgeschichte der Schlacht
Dänemark plante schon länger eine Rückeroberung der Gebiete Schonen, Halland und Blekinge. Seit dem Frieden von Traventhal war das Land aus der antischwedischen Koalition ausgetreten, doch nach der schwedischen Niederlage in der Schlacht bei Poltawa von 1709 sahen die Dänen eine neue Chance gekommen und erklärten noch im selben Jahr 
dem Schwedischen Reich den Krieg. Die Kriegserklärung erreichte am 18.schwed./ 28. Oktober 1709greg. den schwedischen Reichsrat. Die dänische Seite behauptete, dass Schweden versucht habe, den Sundzoll zu umgehen und dass die Bevölkerung der Gebiete Schonen, Halland, Blekinge und Bohuslän schlecht behandelt worden sei.
Im Spätherbst 1709 versammelte sich eine große dänische Flotte auf dem Öresund und am 2.schwed./ 12. November 1709greg. ging man beim Fischerdorf Råå an Land. Die schwedische Seite leistete dort so gut wie keine Gegenwehr. Die Armee war nach Poltawa zu sehr im Nachteil, da mehrere Regimenter nicht mehr existierten. Obwohl Schwedens Armee kurz nach Poltawa mit der Rekrutierung neuen Personals begann, konnte Magnus Stenbock im Spätsommer 1709 erst ein schonisches Regiment präsentieren, das kampftauglich war. Da ein Gegenangriff sinnlos erschien, zog man sich nach Småland zurück. Im Dezember kontrollierte Dänemark fast das gesamte zentrale Schonen mit Ausnahme von Malmö und Landskrona. Ziel der dänischen Seite war es, die schwedische Flottenbasis in Karlskrona zu erobern, und so arbeitete sich die dänische Armee schnell voran. Im Januar 1710 besiegte man eine kleinere schwedische Einheit bei Kristianstad.
Stenbock arbeitete eifrig daran, die schwedische Armee zu erneuern. Mehrere neue Regimenter versammelten sich bei Växjö, wo die unerfahrenen Truppen auf dem Eis eines zugefrorenen Sees die Kampftechniken übten. Bis zum 5.schwed./ 15. Februar 1710greg. war Stenbocks Truppe nach Osby umgezogen, wo sich weitere Verbände anschlossen, so dass man nun 16.000 Mann stark war. Helsingborg galt nach Stenbocks Meinung als Schlüssel zu Schonen und so marschierte das Heer südwärts, um die dänischen Versorgungslinien abzuschneiden.
Der dänische Befehlshaber Christian Detlev von Reventlow erkannte die Gefahr der Lage und wendete seine Truppe, damit sie den Schweden begegnen konnte. Als er beim See Ringsjön in der Mitte Schonens war, wurde er plötzlich krank und musste den Befehl an Jørgen Rantzau abgeben. Rantzau befürchtete, dass er zwischen der anrückenden schwedischen Armee und den Garnisonseinheiten von Malmö eingekesselt werden könnte und zog deshalb nördlich nach Helsingborg. Dort erhielt er Verstärkung und als Rantzau sein Lager aufschlug, bestand das dänische Heer aus etwa 10.000 Infanteristen und 5.000 Kavalleristen. Stenbock erfuhr die dänischen Truppenbewegungen zu spät und musste sich deshalb beeilen. Dadurch war die schwedische Armee bei Schlachtbeginn etwa gleich stark wie die dänische. Man hatte etwas mehr berittene Kämpfer, aber weniger Fußvolk.

## Verlauf der Schlacht
Am Morgen des 28. Februarschwed./ 10. März 1710greg. marschierte Stenbocks Armee südlich in Richtung Helsingborg und als man sich den dänischen Stellungen näherte, ging man zur Schlachtformation über. Über dem Gebiet lag ein dichter Morgennebel und verbarg die beiden Parteien voreinander. Als sich der Nebel lichtete, sah der dänische Befehlshaber, dass die schwedische Armee hauptsächlich an seiner linken Flanke postiert war und so war er gezwungen, diese rasch zu verstärken. Rantzau hatte seine Artillerie auf den Anhöhen von Ringstorp platziert und begann mittags die schwedische Seite zu befeuern.
Anstatt die schwache linke Seite der Dänen auszunutzen, drehte Stenbock seine gesamte Armee annähernd in Ost-West-Richtung. Die Dänen glaubten daraufhin, dass Stenbock versuche, die Ostseite des Heeres zu umschließen und weiteten ihre Linie weiter nach Osten aus. Das führte zu Lücken in den dänischen Reihen, die nicht mehr geschlossen werden konnten. Im Osten fanden auch die ersten direkten Truppenkontakte statt, die anfänglich zu einem schwedischen Rückzug und der Gefangennahme eines hohen schwedischen Militärs führten. Mit der Zeit gewannen die Schweden immer mehr die Oberhand und im Schlachtgewirr entstand bei den Dänen das Gerücht, dass es schwedischen Verbänden gelungen sei, die dänische Linie zu umgehen, so dass sie bald aus dem Hinterhalt angegriffen würden. Daraufhin flüchteten die dort kämpfenden Dänen nach Helsingborg.
Rantzau beteiligte sich persönlich an den Kämpfen seines Ostflügels und vernachlässigte damit seine Leitungsfunktion. Außerdem wurde er durch einen Lungenschuss schwer verwundet. Im Zentrum waren die Schweden zum direkten Angriff übergegangen und die dänische Seite konnte diesem Vorrücken nur mit Schwierigkeiten widerstehen. Als die Flucht der östlichen Truppen offensichtlich wurde, ging das Verteidigungsverhalten immer mehr zurück. Zwei dänische Eliteeinheiten, die an den Flanken der Zentralverbände positioniert waren, konnten den schwedischen Vormarsch noch einige Zeit aufhalten, doch schließlich wurde auch der westliche dänische Flügel von den übrigen Einheiten getrennt. Die beiden Eliteverbände hatten nun ungeschützte Seiten, was den dänischen Generalmajor Valentin von Eickstedt dazu veranlasste, den Rückzug anzuordnen.
|  |  |  |

## Nach der Schlacht
Die Reste der dänischen Armee verschanzten sich hinter den Schutzwällen Helsingborgs und Stenbock vermied einen weiteren Angriff, da die Dänen dort in überlegener Position waren. Stattdessen belagerte er die Stadt und schickte einen Vorschlag zur dänischen Kapitulation ab, der jedoch abgewiesen wurde. Der schwedische Kriegsrat beurteilte die eigene Armee als zu schwach für eine Erstürmung der Stadt und so wartete man ab, während man ab und zu die gegnerische Seite unter Beschuss nahm. Am 5.schwed./ 15. März 1710greg. war die dänische Seite so weit ausgezehrt, dass sie Schonen verließ.
Die dänischen Verluste waren niederschmetternd. Über 7500 Mann waren gefallen, verwundet oder gefangen genommen. Die schwedische Seite hatte etwa 2800 Tote oder Verwundete zu beklagen. Später gab es nie wieder einen dänischen Angriff auf Schonen.
Die Stadt Helsingborg war stark in Mitleidenschaft gezogen. Das beruhte einerseits auf den Schäden an Gebäuden durch den schwedischen Beschuss und andererseits auf einer Verunreinigung des Wassers durch die vielen Leichen und Pferdekadaver, was zu einer Pestepidemie führte, wodurch die Einwohnerzahl zusätzlich sank. Es dauerte noch etwa bis zur Mitte des 19. Jahrhunderts, bis sich die Stadt von den Folgen der Schlacht erholt hatte.

## Stenbocks Kurier

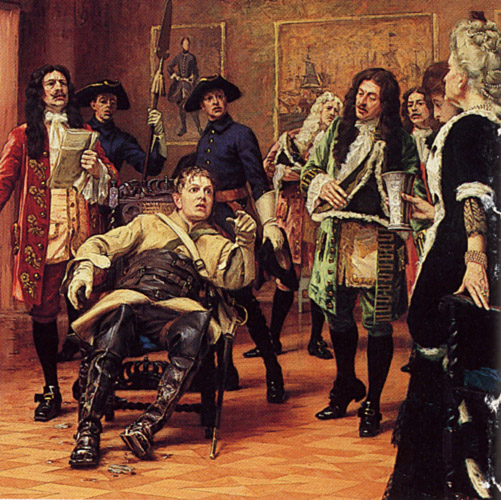
Stenbocks Kurier auf einem Gemälde von Nils Forsberg, 1911

Nach der Schlacht schickte Magnus Stenbock den Rittmeister Henrik Hammerberg nach Stockholm, damit er dem Reichsrat vom Sieg berichtete. Dies veranlasste später den Dichter Carl Snoilsky zum Gedicht Stenbocks Kurier (Stenbocks kurir).